# Marco Minghetti
Marco Minghetti (ur. 8 listopada 1818 w Bolonii, zm. 10 grudnia 1886 w Rzymie) – włoski polityk, dwukrotny premier Włoch (1863–1864 i 1873–1876).  

## Życiorys
Podczas pobytu w Paryżu w młodości zetknął się z włoskimi patriotami na uchodźstwie, po powrocie do kraju studiował na Uniwersytecie Bolońskim. Podczas Wiosny Ludów został członkiem rewolucyjnego rządu Republiki Rzymskiej, jednak wkrótce zrezygnował, by dołączyć do armii piemoncko-sardyńskiej walczącej z Austriakami, i wrócił do Rzymu. Po klęsce rewolucji kontynuował studia i podróżowanie, w 1859 został mianowany przez Camilla Cavoura sekretarzem generalnym biura zagranicznego Piemontu. Po sukcesie francusko-włoskiej kampanii przeciw Austriakom został przewodniczącym rady wyzwolenia Romanii, którym był do momentu włączenia Romanii w skład Piemontu-Sardynii, a następnie ministrem spraw wewnętrznych rozszerzonej monarchii piemonckiej, a w 1863 premierem Królestwa Włoch. Jego rola w przenoszeniu stolicy z Turynu do Florencji wzbudziła powszechny sprzeciw z powodu ukrytego zamiaru zrezygnowania z Rzymu jako stolicy zjednoczonych Włoch i zmusiła go do złożenia urzędu 23 września 1864. W 1869 był ministrem rolnictwa, a w latach 1873–1876 ponownie premierem. Wprowadzał reformy, dążąc do wytworzenia zrównoważonego budżetu, jednocześnie jednak podejmując arbitralne środki przeciw politycznej opozycji, co w marcu 1876 doprowadziło do ostatecznej utraty przez niego urzędu. Przez kilka następnych lat występował jako opozycjonista wobec lewicowych rządów Agostina Depretisa i jego następców.